# آلبانی غربی (نیویورک)
آلبانی غربی (به انگلیسی: West Albany) یک منطقهٔ مسکونی در ایالات متحده آمریکا است که در نیویورک واقع شده‌است.